# Ayman Nour
Ne doit pas être confondu avec Aymen Abdennour ou Ayem Nour.
Pour les articles homonymes, voir Nour.
Ayman Abd El Aziz Nour (arabe : أيمن عبد العزيز نور), né le 5 décembre 1964 à Mansourah, est un homme politique égyptien, chef du Parti el-Ghad.

## Biographie
Diplômé en droit en 1985 et docteur en droit en 1995, il a fondé l'Organisation égyptienne des droits de l'homme.
Il est élu du Caire au Parlement égyptien de 1995 à son emprisonnement par le régime de Hosni Moubarak en 2005.
En 2004, il fonde le parti centriste, libéral et non-religieux d'opposition Parti el-Ghad.
Le jeune avocat, Ayman Nour, défenseur des droits de l'homme, a été élu président du parti après le premier congrès du mouvement en 2004. Le parti a été fondé par d'ancien membre du Néo-Wafd.
Le parti milite pour la démocratisation de l'Égypte, et l'application des droits de l'homme dans le pays.
Nour s'est servi du parti comme tribune pour demander des réformes constitutionnelles, la limitation des pouvoirs du président de la république et la mise en place d'élections multipartites démocratiques.
Le 29 janvier 2005, neuf mois avant l’élection présidentielle, Ayman Nour a été privé de son immunité parlementaire, puis arrêté et condamné à cinq ans de prison, malgré un état de santé défaillant et la protestation (modérée, mais de poids) du porte-parole de la Maison Blanche.
Il est libéré temporairement, le 12 mars 2005, après 42 jours d'incarcération. Il doit cette libération sous caution à la grève de la faim qu'il avait entamée, malgré son diabète (nécessitant des injections d'insuline régulières), à l'acharnement de ses avocats et à une pétition lancée par la Commissaire européenne Emma Bonino.
Ayman est arrivé deuxième de l’élection présidentielle de 2005, avec environ 13 % des voix, selon les observateurs indépendants (pourtant empêchés d'exercer leur droit de regard), mais 7,6 % selon le ministère de l'Intérieur égyptien et la CIA (The World Factbook — Egypt).
Puis, le 24 décembre 2005, il est condamné à 5 ans de prison. Il en est libéré le 18 février 2009, officiellement pour raison de santé. Sa libération est interprétée comme un geste de bonne volonté de la part des autorités égyptiennes à l'égard de la nouvelle administration américaine. Il a été blessé à la tête par un jet de pierre lors des manifestations en Égypte le 28 janvier 2011 et a été admis dans un hopital à Giza.
En novembre 2012, il forme le Front de salut national avec Mohamed el-Baradei, Hamdine Sabahi et Amr Moussa.
En février 2013, il est reçu par Mohamed Morsi. Il déclare être prêt à devenir Premier ministre. Pourtant, en juin 2013, il appelle à manifester contre le président.
En 2013-2014, après le coup d'État du 3 juillet 2013, il rejoint la Coalition nationale de la défense de la Légitimité et déclare que cette coalition se compose de politiciens hostiles au putsch, des pro et des anti-Morsi.
En décembre 2021, une enquête du Citizen Lab révèle que son téléphone a été infecté par deux malwares différents, venant des deux sociétés israéliennes NSO Group et Cytrox.